# 浮遊空間
『浮遊空間』（ふゆうくうかん）は、亜蘭知子の3枚目のアルバム。1983年5月28日にワーナー・パイオニアから発売された。

## 解説
3作連続で漢字4文字のタイトルにした本作は西村昌敏（後の西村麻聡）が全曲の編曲及び長戸大幸との共同プロデュースを行った。

### 4曲目ヴァージョン違い
- 4曲目の「ジ・レ・ン・マ－25才の憂鬱」は、1988年に初CD化された際、歌詞カードの記載はLPレコードと同じだが、CDには別メロディ・別アレンジ、新たな歌詞の歌唱部分もある別ヴァージョンが収録されており、歌唱内容と歌詞カードの記載が異なっている。曲調も、当初のLP Version[2]（「wamo!」配信では“オリジナル・アナログバージョン”、SACD盤では“Released on Analog only Version”表記）ではアンニュイな感があるが、CD Version[2]では明るい感じであり、別の曲という印象を受ける。

- 2つのヴァージョンが存在する理由について、この曲の作編曲者でアルバムのサウンドプロデューサーでもある西村麻聡によれば、当初この曲はシングルレコードのカップリング曲候補になっており、プロデューサーからLP用に別ヴァージョンを作ろうという提案があったが、結局、シングルのカップリング曲は「ひと夏のタペストリー」に決まり、最初に候補に上がっていたヴァージョンはずっと宙に浮いた状態になっていて、「浮遊空間」がCD化される時に、晴れて日の目を見たものと思われるそう[3]。なおこれは西村麻聡のあいまいな証言だったそうで、SACD発売の解説（解説：金澤寿和）によると当時のアシスタント・エンジニアが偶然にも今回のSACD用のマスタリングを担当し、その際の新証言によると当初はアルバムにCD Versionを収録予定であったが、レコード製造過程で左右のバス・ドラムの音が強すぎてカッティングに影響を及ぼすため商品化が難しいと判断され、LP Versionを収録したとのこと[4]。

- 2018年再発レコード盤及び2022年再発カラーヴァイナル・レコード盤にはLP Versionのみ収録。2018年タワーレコード限定盤[5]及び2022年SACD盤で再発されたCDには、両ヴァージョンを収録。 なお再発前にLP Versionは「オリジナル・アナログバージョン」として、ワーナーミュージック公式ケータイサイト「wamo!」で配信されていた[6]が、同サイトは2017年12月31日にサービスの提供を終了した[7]。

- LP Versionでは歌われていない歌詞がCD Versionには存在しているが再発盤には一切の追加記載がされていない。

### アルバムカバー
- アルバムのジャケットはスーパーコンピューターを使用して作成されました。 これと同じテクニックがドラマーの樋口宗孝と彼のアルバム「ディストラクション」にも使用されました。[8]

### サンプリング
- 5曲目の「MIDNIGHT PRETENDERS」は、カナダ出身のアーティストであるザ・ウィークエンドが、2022年1月にリリースしたシングル「Out of Time」でサンプリングしており、作詞者の亜蘭知子と作曲者の織田哲郎がクレジットされている[9]。また、アウトロ部分のナレーションをコメディ俳優のジム・キャリーが務めている。同曲は2022年1月22日付の米・Billboard Hot 100で、最高位32位を記録した[10]。

## 収録曲
- 全作詞：亜蘭知子、作曲：西村昌敏（特記事項除く）、編曲：西村昌敏

1. BODY TO BODY
アルバムと同時発売の2ndシングル（EP：M-1501）。1985年にTUBEが(2ndアルバム「OFF SHORE DREAMIN'」)、1986年には当時ビーイングに所属していた早川めぐみが、1992年にはVシネマ「首都高速トライアル4」主題歌としてクリスタルウォーズ（アルバム「クリスタルウォーズ」〈テイチク・TECN-20158〉に収録）がカヴァーしている。
2. LONELY NIGHT
3. I'M IN LOVE
シティーポップブームで人気に火がつきアルバム発売から38年を経て2021年9月に「MIDNIGHT PRETENDERS / I'M IN LOVE」として7inchシングル・カット。
4. ジ・レ・ン・マ－25才の憂鬱
前述の通り、2つのヴァージョンが存在する。
5. MIDNIGHT PRETENDERS
  - 作曲：織田哲郎

シティーポップブームで人気に火がつきアルバム発売から38年を経て2021年9月に「MIDNIGHT PRETENDERS / I'M IN LOVE」として7inchシングル・カット。作曲を手掛けた織田は自身のYoutubeチャンネルでこの曲を解説し自身が10代の頃に親しんでいたディスコミュージックの中でも、当時ディスコのチークタイムで流れていたようなファルセットを多用するタイプのスロー・バラードを好んでいた事や、改めてこの曲を振り返るとそうしたバラードから受けた影響が無意識に盛り込まれていると感じる事などを明かした。
6. ひと夏のタペストリー
2ndシングル「BODY TO BODY」（B面）。
7. HANNYA（般若）
8. しゃくなイエスタディ
  - 作曲：笹路正徳
9. BABY, DON'T YOU CRY ANYMORE

## 参加ミュージシャン
- 西村昌敏、シンセサイザー、コーラス
- 樋沢達彦 - ベース
- 北島健二 - ギター
- 山田亘 - ドラム
- 古村敏比古 - サックス
- 中島正雄 - ピアノ
- 水原明子 - コーラス

## 発売形態
| 形態 | 発売日         | 品番       | 発売元                                                                             | 備考 |
| ---- | -------------- | ---------- | ---------------------------------------------------------------------------------- | --- |
| LP   | 1983年05月28日 | M-12515    | ワーナー・パイオニア                                                               | 【初出】LPオリジナル発売日。 |
| LP   | 2018年08月22日 | WQJL-109   | ワーナーミュージック・ジャパン 販売元：ローソンエンタテインメント(HMV record shop) | 【LP再発】完売後、数回アンコールプレス盤も発売。 |
| LP   | 2022年02月23日 | WQJL-145   | ワーナーミュージック・ジャパン 販売元：ローソンエンタテインメント(HMV record shop) | 【LP再発】ピンクカラーヴァイナル仕様。 |
| LP   | 2022年06月29日 | WQJL-151   | ワーナーミュージック・ジャパン 販売元：ローソンエンタテインメント(HMV record shop) | 【LP再発】クリアカラーヴァイナル仕様。 |
| LP   | 2023年08月05日 | WQJL-174   | ワーナーミュージック・ジャパン 販売元：ローソンエンタテインメント(HMV record shop) | 【LP再発】ブルーカラーヴァイナル仕様。 |
| CT   | 1983年05月28日 | LKF-8055   | ワーナー・パイオニア                                                               | 【初出】CTオリジナル発売日。 |
| CD   | 1988年09月25日 | 28L2-0019  | ワーナー・パイオニア                                                               | 【初CD化】4曲目差し替え。亜蘭知子初期3枚を同時CD化。 |
| CD   | 1994年05月25日 | WPC6-8028  | WEA JAPAN 販売元：ワーナーミュージック・ジャパン                                   | 【CD再発】音泉1500、Q盤。裏ジャケットなし。歌詞カードはレコードのものを基盤に編集。亜蘭知子7タイトル同時再発。                                                                                     |
| CD   | 2018年09月26日 | WQCQ-590   | ワーナーミュージック・ジャパン 販売元：タワーレコード                              | 【CD再発】2018年リマスタリング。タワーレコード限定（Tower To The People）の再発売 「ジ・レ・ン・マ」4曲目LP Verison、10曲目CD Version 歌詞カードは88年初CD化のものをスキャンニングし編集している。 |
| SACD | 2022年02月23日 | WPCL-13367 | ワーナーミュージック・ジャパン                                                     | 【CD再発】2022年リマスタリング。 「ジ・レ・ン・マ」4曲目CD Version、10曲目LP Verison 歌詞カードは88年初CD化のもの（但し写真はLP）をスキャンニングし編集している。                                  |